# Grazie a tutti
Grazie a tutti è un album raccolta di Gianni Morandi, pubblicato nel 2007.

## Tracce

### CD 1
1. Andavo a cento all'ora (Franco Migliacci/Mario Cantini)
2. Fatti mandare dalla mamma a prendere il latte (Franco Migliacci/Luis Bacalov)
3. In ginocchio da te (Franco Migliacci/Bruno Zambrini)
4. Non son degno di te (Franco Migliacci/Bruno Zambrini)
5. Se non avessi più te (Franco Migliacci/Bruno Zambrini)
6. C'era un ragazzo che come me amava i Beatles e i Rolling Stones (Franco Migliacci/Mauro Lusini)
7. La fisarmonica (Franco Migliacci/Bruno Zambrini, Luis Bacalov)
8. Se perdo anche te (Franco Migliacci/Neil Diamond)
9. Notte di ferragosto
10. Il giocattolo (Franco Migliacci/Bruno Zambrini, Luis Bacalov)
11. Chimera (Franco Migliacci/Bruno Zambrini)
12. Scende la pioggia (Franco Migliacci/The Turtles)
13. Occhi di ragazza (Gianfranco Baldazzi, Sergio Bardotti/Lucio Dalla)
14. Ma chi se ne importa (Franco Migliacci/Claudio Mattone)
15. Il mondo cambierà (Franco Migliacci/Gino Romitelli)
16. Il mondo di frutta candita (Mogol/Oscar Prudente)

### CD 2
1. Canzoni stonate (Mogol/Aldo Donati)
2. Solo all'ultimo piano (Mogol/Amedeo Minghi)
3. La mia nemica amatissima (Mogol/Gianni Bella)
4. Grazie perché (con Amii Stewart) (Sergio Bardotti, Nini Giacomelli/Bob Seger)
5. Nel silenzio splende (Giancarlo Bigazzi)
6. Uno su mille (Franco Migliacci/Roberto Fia)
7. Questi figli (Mariella Nava)
8. Si può dare di più (con Enrico Ruggeri e Umberto Tozzi) (Giancarlo Bigazzi, Raf, Umberto Tozzi)
9. Chiedi chi erano i Beatles
10. Vita (con Lucio Dalla) (Mogol/Mario Lavezzi)
11. Che cosa resterà di me
12. Bella signora (Lucio Dalla, Mauro Malavasi)
13. Varietà (Mogol/Mario Lavezzi)
14. Ti comunico amore (Bracco Di Graci, Lucio Dalla)
15. Banane e lampone (Franz Campi)
16. La regina dell'ultimo tango (Biagio Antonacci, Andrea e Paolo Amati)

### CD 3
1. Fino alla fine del mondo (Frank Minoia)
2. Giovane amante mia (Biagio Antonacci, Andrea e Paolo Amati[2])
3. In amore (con Barbara Cola) (Pasquale Panella/Bruno Zambrini)
4. Io sono un treno (Jimmy Villotti e Roberto Righini)
5. Dove va a finire il mio affetto (Mauro Malavasi)
6. Canzone libera (Eros Ramazzotti, Adelio Cogliati, Vladimiro Tosetto)
7. Innamorato (Adelio Cogliati, Eros Ramazzotti, Claudio Guidetti)
8. La storia mia con te (Alberto Salerno/Claudio Guidetti, Eros Ramazzotti)
9. L'amore ci cambia la vita (Laurex e Raffaello Di Pietro)
10. Dimmi adesso con chi sei (Cheope, Alessandra Flora)
11. Il mio amico (Marco Falagiani)
12. Corre più di noi (Daniele Benati e Michele Ferrari)
13. Solo chi si ama veramente (Bracco Di Graci)
14. Il tempo migliore (Adelio Cogliati, Claudio Guidetti)
15. Stringimi le mani (Pacifico)
16. Un mondo d'amore (con Claudio Baglioni)